# Anton Geesink
Antonius Johannes Geesink (Utrecht, 6 de abril de 1934 – 27 de agosto de 2010) foi um judoca neerlandês e o único atleta da modalidade, não japonês, portador do décimo Dan até a data do seu falecimento.
Geesink, com 1,98 m de altura e 130 kg, foi o primeiro campeão mundial de judô não originário do Japão, em 1961. Ele surpreendeu o mundo durante os Jogos Olímpicos de Verão de 1964, em Tóquio, quando o judô foi esporte olímpico pela primeira vez, ao ganhar a medalha de ouro na classe aberta (sem limite de peso) contra o japonês Akio Kaminaga. Entre seus títulos contam-se os campeonatos mundiais de 1961 e 1965 e 20 títulos de campeão europeu, na classe aberta, em 1953, 1954, 1957 até 1960, 1962 até 1964 e 1967, bem como na classe acima de 93 kg em 1962, 1963 e 1964.
Antonius Geesink faleceu em sua cidade natal no dia 27 de agosto de 2010, aos 76 anos de idade.

## Honras
Geesink recebeu a Ordem do Tesouro da Felicidade Sagrada do governo japonês.
A sua cidade-natal, Utrecht, tem uma rua com o nome de Geesink — a rua onde mora Geesink.